# هويجين المركزية للاستثمار
شركة هويجين المركزية للاستثمار المحدودة هي شركة استثمار صينية مملوكة من قبل حكومة جمهورية الصين الشعبية. تأسست في عام 2003، وأصبحت شركة فرعية مملوكة بالكامل لشركة الاستثمار الصينية، مع مجلس إدارتها ومجلس المشرفين الخاصين بها. تتم ممارسة حقوق المساهمين الرئيسية في هويجين المركزية نيابة عن مجلس الدولة الصيني. هويجين المركزية هي منظمة يمكن للحكومة الصينية من خلالها العمل كمساهم في البنوك «الأربعة الكبار» المملوكة للدولة، وبالتالي تحسين حوكمة الشركات والبدء في إصلاحات الصناعة المصرفية.

## الشركات التابعة
آخر تحديث 31 ديسمبر 2015.
- سنترال هويجين لإدارة الأصول (100٪)
- الصين جيانين للاستثمار (100٪)
- مجموعة إيفربرايت الصينية[4]
  - ايفربرايت لتداول الأوراق المالية[5]
  - الصين ايفربرايت المحدودة
  - الصين ايفربرايت الدولية
  - بنك إيفربرايت الصيني[6]
- الصين جالاكسي سيكيوريتيز
- شركة الصين الدولية لرأس المال
  - الأوراق المالية الصينية للاستثمار

## الاستثمارات
اعتبارًا من 31 ديسمبر 2020، تمتلك هويجين المركزية أسهمًا في 17 مؤسسة مالية: بنك التنمية الصيني، والبنك الصناعي والتجاري الصيني، والبنك الزراعي الصيني، وبنك الصين، وبنك التعمير الصيني، ومجموعة إيفربرايت الصينية، وبنك هينجفينج، والصين للتصدير والائتمان. شركة التأمين، شركة إعادة التأمين الصينية (المجموعة)، شركة نيو تشاينا للتأمين على الحياة، شركة جيانين للاستثمار الصينية المحدودة، شركة جالاكسي المالية القابضة المحدودة، مجموعة شينوان هونغ يوان، شركة الصين الدولية كابيتال، الصين للأوراق المالية، شركة جالاكسي لإدارة الأصول الصينية. المحدودة، و شركة جوتاي جيوتان لإدارة الاستثمار المحدودة.
آخر تحديث 31 December 2015.
- مجموعة تشاينا باسيفيك للتأمين (1.22٪)[7]
- الصين الجديدة للتأمين على الحياة (32.25٪)[8]
- بينج آن للتأمين (2.65٪)[9]
- سي أس سي المالية (33.29٪)[10]

## روابط خارجية
- استثمار Huijin المركزي